# Odprto prvenstvo ZDA 1992
Odprto prvenstvo ZDA 1992 je teniški turnir za Grand Slam, ki je med 31. avgustom in 13. septembrom 1992 potekal v New Yorku.

## Moški posamično
Stefan Edberg :  Pete Sampras, 3–6, 6–4, 7–6(7–5), 6–2

## Ženske posamično
Monika Seleš :  Arantxa Sánchez Vicario, 6–3, 6–3

## Moške dvojice
Jim Grabb /  Richey Reneberg :  Kelly Jones /  Rick Leach, 3–6, 7–6(7–2), 6–3, 6–3

## Ženske  dvojice
Gigi Fernández /  Natalija Zverjeva :  Larisa Neiland /  Jana Novotná, 7–6(7–4), 6–1

## Mešane dvojice
Nicole Provis /  Mark Woodforde :  Helena Suková /  Tom Nijssen, 4–6, 6–3, 6–3